# Showdown (canción de The Black Eyed Peas)
Showdown — en español: Confrontación — es una canción de la banda estadounidense The Black Eyed Peas encontrada en su álbum The E.N.D.. En este tema, los miembros del grupo nos muestran una vez más su afecto por el Auto-Tune ya que es muy notorio en la mayor parte de la canción especialmente en el coro.
Muestran algunos ritmos Dance y la ausencia del rapero Apl.de.ap

## Repartición de Voces
Will.I.Am = Verso 1, Puente y Coros
Fergie = Coros
Apl.de.Ap = Verso 2
Taboo = Verso 3

## Lista de canciones
12.- Showdown - 4:28 (CD)
12.- Showdown - 4:28 (Descarga Digital)
- Datos: Q6127212